# Marc Torrejón
Marc Torrejón Moya (Barcelona, 18 de febrero de 1986) es un exfutbolista español.

## Trayectoria
Producto de la cantera españolista, durante la temporada 2005-06 jugó cedido en el Atlético Malagueño, por entonces equipo de Segunda División. Tras la cesión, Torrejón debutó en el primer equipo del Real Club Deportivo Espanyol el 1 de octubre de 2006 en Montjuic contra el Club Atlético Osasuna.
Se convirtió en el central titular del equipo periquito junto a Daniel Jarque. En la temporada 2006-07 jugó diez partidos de Copa de la UEFA, incluida la final, en la que falló uno de los lanzamientos de la tanda de penaltis que perdió su equipo contra el Sevilla Fútbol Club.
Anotó su primer gol como profesional el 20 de enero de 2008 contra el Real Valladolid Club de Fútbol.
En la temporada 2008-09 apenas dispuso de minutos debido a la presencia del zaguero Nicolás Pareja y algún que otro problema con su entrenador Mauricio Pochettino.
El 19 de julio de 2009 fue traspasado al Real Racing Club de Santander, con el que firmó para las siguientes 4 temporadas. Debutó con el Racing en partido oficial el 30 de agosto de 2009, frente al Getafe Club de Fútbol en los Campos de Sport de El Sardinero.
Anotó su primer gol con el Real Racing Club de Santander el 30 de octubre de 2010 contra el Club Atlético Osasuna en los Campos de Sport de El Sardinero.
En el verano de 2012 estuvo cerca de fichar por el Deportivo de la Coruña, pero finalmente recaló en el conjunto alemán del Kaiserslautern.
Actualmente milita como jugador 12 en PIO FC, equipo de la Kings League, liga creada por Gerard Piqué.

## Selección nacional
Aunque nunca jugó con la selección absoluta, fue un jugador habitual en el once titular de la sub-21 de España. Disputó el campeonato europeo de 2009 de dicha categoría. Participó en 11 encuentros con la selección sub-21 marcando 1 gol.

## Clubes
| R. C. D. Espanyol "B" · España | 2.ª B         | 2003-04       | 1   | 0 | ―  | ― | ―  | ― | 1   | 0 |
| R. C. D. Espanyol "B" · España | 2.ª B         | 2004-05       | 1   | 0 | ―  | ― | ―  | ― | 1   | 0 |
| R. C. D. Espanyol "B" · España | Total club    | Total club    | 2   | 0 | 0  | 0 | 0  | 0 | 2   | 0 |
| Málaga C. F. "B" · España | 2.ª           | 2005-06       | 35  | 0 | ―  | ― | ―  | ― | 35  | 0 |
| Málaga C. F. "B" · España | Total club    | Total club    | 35  | 0 | 0  | 0 | 0  | 0 | 35  | 0 |
| R. C. D. Espanyol · España | 1.ª           | 2006-07       | 29  | 0 | 2  | 0 | 10 | 0 | 41  | 0 |
| R. C. D. Espanyol · España | 1.ª           | 2007-08       | 36  | 1 | 3  | 0 | ―  | ― | 39  | 1 |
| R. C. D. Espanyol · España | 1.ª           | 2008-09       | 6   | 0 | 3  | 0 | ―  | ― | 9   | 0 |
| R. C. D. Espanyol · España | Total club    | Total club    | 71  | 1 | 8  | 0 | 10 | 0 | 89  | 1 |
| Racing de Santander · España | 1.ª           | 2009-10       | 27  | 0 | 5  | 0 | ―  | ― | 32  | 0 |
| Racing de Santander · España | 1.ª           | 2010-11       | 36  | 1 | 0  | 0 | ―  | ― | 36  | 1 |
| Racing de Santander · España | 1.ª           | 2011-12       | 29  | 1 | 4  | 0 | ―  | ― | 33  | 1 |
| Racing de Santander · España | Total club    | Total club    | 92  | 2 | 9  | 0 | 0  | 0 | 101 | 2 |
| 1. F. C. Kaiserslautern · Alemania | 2.ª           | 2012-13       | 29  | 1 | 1  | 0 | ―  | ― | 30  | 1 |
| 1. F. C. Kaiserslautern · Alemania | 2.ª           | 2013-14       | 24  | 0 | 4  | 0 | ―  | ― | 28  | 0 |
| 1. F. C. Kaiserslautern · Alemania | 2.ª           | 2014-15       | 3   | 0 | 1  | 0 | ―  | ― | 4   | 0 |
| 1. F. C. Kaiserslautern · Alemania | Total club    | Total club    | 56  | 1 | 6  | 0 | 0  | 0 | 62  | 1 |
| S. C. Friburgo · Alemania | 1.ª           | 2014-15       | 19  | 0 | 3  | 0 | ―  | ― | 22  | 0 |
| S. C. Friburgo · Alemania | 2.ª           | 2015-16       | 20  | 1 | 0  | 0 | ―  | ― | 20  | 1 |
| S. C. Friburgo · Alemania | 1.ª           | 2016-17       | 12  | 0 | 1  | 0 | ―  | ― | 13  | 0 |
| S. C. Friburgo · Alemania | Total club    | Total club    | 51  | 1 | 4  | 0 | 0  | 0 | 55  | 1 |
| 1. F. C. Unión Berlín · Alemania | 2.ª           | 2017-18       | 24  | 0 | 1  | 0 | ―  | ― | 25  | 0 |
| 1. F. C. Unión Berlín · Alemania | 2.ª           | 2018-19       | 0   | 0 | 0  | 0 | ―  | ― | 0   | 0 |
| 1. F. C. Unión Berlín · Alemania | Total club    | Total club    | 24  | 0 | 1  | 0 | 0  | 0 | 25  | 0 |
| Total carrera | Total carrera | Total carrera | 331 | 5 | 28 | 0 | 10 | 0 | 369 | 5 |
| (1) Incluye datos de promoción de ascenso y descenso a 1. Bundesliga. (2) Incluye datos de Copa del Rey, Supercopa de España y Copa de Alemania. (3) Incluye datos de Copa de la UEFA. |               |               |     |   |    |   |    |   |     |   |